# Ermanno di Hainaut
Ermanno di Hainaut (... – 3 luglio 1049) è stato un nobile fiammingo fu Conte di Hainaut (ridotto alla contea di Mons), dal 1039 al 1045/8 e conte di Hainaut (su tutta la contea) dal 1045/8 alla sua morte.

## Origine
Era l'unico figlio del Conte di Hainaut, Reginardo V e della moglie, Matilde di Verdun, sia secondo la Gisleberti Chronicon Hanoniense che sostiene che Ermanno (Hermannus comes, qui comes Montensis dicebatur) era il legittimo erede della contea di Mons (Hermanno comite qui post quamplures comites comitatum Hanoniensem iure hereditario possedit), sia secondo il Lamberti Annales quando sostiene che Arnolfo III di Fiandra, figlio di Baldovino I di Hainaut e di Richilde, ereditò la contea di Mons, dalla madre che l'aveva ricevuta dal suo primo marito, Ermanno.
Reginardo V di Mons, secondo le Gesta Episcoporum Cameracensium III era il figlio primogenito del Conte di Hainaut, Reginardo IV e della moglie, Edvige di Francia (Reginardo viene citato assieme alla madre ed al fratello, Lamberto, dal re di Germania e imperatore, Enrico II di Sassonia nel documento n° 387, datato 1018, dei Heinrici III Diplomata, dall'imperatore, Enrico II e, dal re di Germania e imperatore, Corrado II il Salico nel documento n° 202, datato 1033, dei Conradi II Diplomata, dall'imperatore, Corrado II; Matilde era la figlia del conte Ermanno, sia secondo il Sigeberti Auctarium Affligemense, che secondo il Ruperti Chronicon, Sancti Laurentii Leodiensis; ed il conte Ermanno, a sua volta, secondo le Gesta Episcoporum Virdunensium, era figlio del Conte di Verdun e conte di Hainaut, Goffredo I di Verdun.
Secondo altri cronisti, tra cui gli Iacobi de Guisia Annales Hanoniæ, Ermanno era figlio di un non precisato duca della marca di Turingia (Hermannus fuit filius ducis Thuringie, parentibus orbatus).

## Biografia
Non si conosce l'anno esatto, ma prima del 1039, Ermanno, secondo il Gisleberti Chronicon Hanoniense, aveva sposato Richilde (uxore habuit Richildem comitissam), che, sempre secondo il Gisleberti Chronicon Hanoniense era la figlia ed erede del conte di Valenciennes, di cui non si conoscono né il nome né gli ascendenti (qui defuncto comite Valenciensi absque proprii corporis herede), che, secondo alcuni storici poteva essere figlia di Reginardo di Hasnon, marchese di Valenciennes tra 1045 e il 1048; secondo gli Iacobi de Guisia Annales Hanoniæ, invece Ermanno figlio di un margravio di Turingia, aveva sposato Richilde, l'unica figlia del Conte di Hainaut, Reginardo V, sia secondo gli Iacobi de Guisia Annales Hanoniæ (Richildem virginem, filiam Ragineri comitis), sia secondo le Ægidii Aurevallensis Gesta Episcoporum Leodiensium III (Richildis comitissa Haynonie filia Raineri comitis filii comitis Raineri Longicolli), ad anche secondo la Historia Comitum Ghisnensium (Richildis Montensis comitis filia).
Non si conosce la data esatta della morte del padre (o suocero), Reginardo V; comunque i cronisti riportano che, nel 1039 circa, nella contea di Mons, gli succedette Ermanno; il Gisleberti Chronicon Hanoniense precisa che ereditò la contea (Hermannus comes, qui comes Montensis dicebatur); anche gli Iacobi de Guisia Annales Hanoniæ, che ritengono che Ermanno non fosse l'erede della contea di Mons lo citano come conte di Mons  (Hermanno comite Hanoniensi et Richilde uxore sua).
Ermanno riuscì a riunire la contea di Valenciennes alla contea di Mons, riunificando l'Hainaut. Ancora il Gisleberti Chronicon Hanoniense che precisa che avvenne dopo la morte del padre della moglie Richilde, Ermanno divenne conte della contea di Hainaut, nuovamente riunificata.
Di Ermanno non si hanno altre notizie. Morì, nel 1049; gli Iacobi de Guisia Annales Hanoniæ,  ne riportano la morte con una data errata, corretta da una nota a piè di pagina; mentre L'obituaire de la cathédrale Saint-Lambert de Liège, a pag 92, riporta la morte di Ermanno al 3 luglio 1049.
Ad Ermanno, secondo la Gisleberti Chronicon Hanoniense, succedette la moglie Richilde, come contessa, erede o di Mons o di Valenciennes, anche perché il figlio maschio, Ruggero, non solo era minorenne, ma anche claudicante.

## Matrimonio e discendenza
Ermanno da Richilde ebbe due figli:
- Ruggero[2] ( † 1093[17][18]), che secondo gli Iacobi de Guisia Annales Hanoniæ,  era claudicante dalla nascita[10], e, che, secondo la Gisleberti Chronicon Hanoniense fu avviato alla vita religiosa[19], e divenne vescovo di Châlons[19],
- Agnese, che fu avviata alla vita religiosa e divenne suora[19].

### Fonti primarie
- (LA)  Monumenta Germaniae Historica, Scriptores, tomus IV.
- (LA)  Monumenta Germaniae Historica, Scriptores, tomus V.
- (LA)  Monumenta Germaniae Historica, Scriptores, tomus VI.
- (LA)  Monumenta Germaniae Historica, Scriptores, tomus VII.
- (LA)  Monumenta Germaniae Historica, Scriptores, tomus VIII.
- (LA)  Monumenta Germaniae Historica, Scriptores, tomus XVI.
- (LA)  Monumenta Germaniae Historica, Scriptores, tomus XXI.
- (LA)  Monumenta Germaniae Historica, Scriptores, tomus XXIII.
- (LA)  Monumenta Germaniae Historica, Scriptores, tomus XXIV.
- (LA)  Monumenta Germaniae Historica, Scriptores, tomus XXV.
- (LA)  Monumenta Germaniae Historica, Scriptores, tomus XXX.1.
- (LA)  Monumenta Germaniae Historica, Diplomatum Regum et Imperatorum Germaniae, tomus III, Heinrici III Diplomata.
- (LA)  Monumenta Germaniae Historica, Diplomata regum et imperatorumi Germaniae, tomus IV, Conradi II. diplomata.